# Tailles
Tailles (en wallon Les Taeyes) est une section de la ville belge de Houffalize située en Région wallonne dans la province de Luxembourg.
C'était une commune à part entière sous le nom de Chabrehez avant la fusion des communes de 1977 qui engloba la commune dans le territoire de la ville d'Houffalize.
Tailles a donné son nom au plateau des Tailles, l'endroit le plus haut de la province de Luxembourg. Le village jouxte le site naturel de la Fange du Grand Passage.

## Démographie
- Source: INS recensements population

## Histoire
Chabrehez a fusionné avec Cédrogne, Collas, Coulées, Le Fond, Moulin du Fond et La Pisserotte sous le régime français.
En 1940, la localité fut l'objet de vifs combats opposant les chasseurs ardennais de l'armée belge à des troupes allemandes d'invasion équipées de chars blindés. C'est alors que le général allemand Rommel, commandant des chars, s'exclama "ce ne sont pas des hommes, mais des loups verts".

## Économie
Transports en commun : La localité est notamment desservie par le bus 1011 Liège - Bastogne - Arlon - Athus.